# Uadskillelige venner
Uadskillelige venner (russisk: Неразлучные друзья) er en sovjetisk film fra 1953 af Vasilij Sjuravljov.

## Handling
Tre skolebørn fra Odessa, de udadskillige venner, Gleb, Kolja og Vadim, finder et sunkne sejlskib fra 2. verdenskrig. De får bjærget båden og sejler ud på Sortehavet på egen hånd. Filmen slutter med, at børnene vender tilbage til Odessa.

## Medvirkende
- Mikhail Kuznetsov som Belov
- Jevgenij Samojlov
- Viktor Dobrovolskij som Nikolaj Vasiljevitj
- Aleksandr Antonov som Ivan Teresjjenko
- Ivan Pelttser